# Brocchinia maguirei
Brocchinia maguirei es una especie del género Brocchinia. Esta especie es nativa de Venezuela en el Amazonas, donde se encuentra como una especie de hábitos terrestres en lugares húmedos de la sabana, y en Cano Negro, Cerro Sipapo, a una altitud de 1500 metros.

## Taxonomía
Brocchinia maguirei fue descrito por Lyman Bradford Smith  y publicado en Memoirs of the New York Botanical Garden 9: 292, f. 22. 1957.
Etimología
Brocchinia: nombre genérico que fue otorgado en honor del naturalista italiano Giovanni Battista Brocchi.
maguirei: epíteto otorgado en honor del botánico estadounidense Bassett Maguire.